# C'est nous les héros
Série
Les Aventures de Shark Boy et Lava Girl
(2005)
Pour plus de détails, voir Fiche technique et Distribution.
C'est nous les héros (We Can Be Heroes) est un film de super-héros américain réalisé par Robert Rodriguez, sorti en 2020 en exclusivité sur Netflix. Il reprend certains personnages du film Les Aventures de Shark Boy et Lava Girl (2005), du même réalisateur.

## Synopsis
Des extraterrestres envahissent la Terre et y capturent tous les super-héros, appelés « les Héroïques ». Leurs enfants vont alors devoir s'unir pour les sauver,.

## Fiche technique
Sauf indication contraire, les informations mentionnées dans cette section peuvent être confirmées par la base de données cinématographiques IMDb,  présente dans la section « Liens externes ».
- Titre français : C'est nous les héros
- Titre original : We Can Be Heroes
- Réalisation, scénario, montage et photographie : Robert Rodriguez
- Musique : Rebel Rodriguez
- Direction artistique : Paul Alix et Marc Baroni
- Décors : Bart Brown et Jennifer Long
- Costumes : Peter Daulton
- Production : Racer Rodriguez et Robert Rodriguez
  - Production déléguée : Ben Ormand
  - Production associée : Tom Proper
- Société de production : Troublemaker Studios
- Société de distribution : Netflix
- Pays d'origine :  États-Unis
- Langue originale : anglais
- Format : couleur
- Durée : 100 minutes
- Genre : Comédie dramatique, science-fiction et action
- Date de sortie :
  -  Mondial : 25 décembre 2020 sur Netflix

## Distribution
Les enfants
- YaYa Gosselin (VF : Hannah Vaubien) : Missy Moreno
- Nathan Blair : Bonne pioche (Wild Card en VO)
- Lyon Daniels (VF : Oscar Biavan) : Spaghetti (Noodles en VO)
- Andy Walken (en) (VF : Aloïs Agaësse-Mahieu) : Bolide (Wheels en VO)
- Hala Finley (VF : Iris Lecomte) : Ojo
- Lotus Blossom	: A Capella
- Dylan Henry Lau : Turbo (Slo-Mo en VO)
- Andrew Diaz : Caméléon (Facemaker en VO)
- Isaiah Russell-Bailey	: Rembobine (Rewind en VO)
- Akira Akbar : Zappe (Fast Forward en VO), la sœur jumelle de Rembobine
- Vivien Lyra Blair : Crevette (Guppy en VO)

Les parents
- Pedro Pascal (VF : Thierry Wermuth) : Marcus Moreno, le père de Missy
- Boyd Holbrook (VF : Stéphane Pouplard) : Miracle Guy, le père de Bolide
- Christian Slater (VF : Damien Boisseau) : Tech-No, le père de Bonne pioche
- J. J. Dashnaw (sans dialogues) : Shark Boy, le père de Crevette
- Taylor Dooley : Lava Girl, la mère de Crevette
- Sung Kang : Vif-Éclair (Blinding Fast en VO), le père de Turbo
- Haley Reinhart : Mme Vox (Ms Vox en VO), la mère d'A Capella
- Brittany Perry-Russell : Red Lightning Fury, la mère de Rembobine et Zappe
- J. Quinton Johnson : Crimson Legend, le père de Rembobine et Zappe
- Jamie Perez : Invisi Girl, la mère de Spaghetti
- Brently Heilbron (en) : Pulvérisator (Crushing Low en VO), le père de Caméléon
- Rhiannon Rodriguez : Big Bean

Autres personnages
- Priyanka Chopra (VF : Léovanie Raud) : Mademoiselle Granada
- Adriana Barraza (VF : Colette Marie) : Anita Moreno, la grand-mère de Missy
- Christopher McDonald (VF : Jérôme Keen) : le président Neil Anami
- Racer Rodriguez : le pilote de l'hélicoptère
- Rachel Specter (non créditée)

## Production
En août 2019, il est annoncé que Robert Rodriguez va écrire, produire et réaliser un film pour Netflix intitulé We Can Be Heroes. Dès lors, plusieurs acteurs sont annoncés : Priyanka Chopra, Pedro Pascal et Christian Slater. La distribution comprend également Andy Walken, Boyd Holbrook, Hala Finley, Isaiah Russell-Bailey, Lotus Blossom, Lyon Daniels, Nathan Blair, Sung Kang, Brently Heilbron, Vivien Lyra Blair, Adriana Barraza, Brittany Perry-Russell, Christopher McDonald, J. Quinton Johnson, ou encore Haley Reinhart.
Dans la foulée de l'annonce du projet, il est révélé que le tournage a déjà débuté. Il a lieu au Texas,.
En juillet 2020, lors d'un panel du San Diego Comic-Con, Robert Rodriguez révèle que We Can Be Heroes sera lié à un précédent film, Les Aventures de Shark Boy et Lava Girl, sorti en 2005. Taylor Dooley y reprend ainsi son rôle de Lava Girl,. Le personnage de Shark Boy, incarné par Taylor Lautner dans le film de 2005, apparait ici brièvement sous les traits de J. J. Dashnaw. Non disponible au moment du tournage, Taylor Lautner pourrait revenir dans un futur film. Le réalisateur avoue qu'il voulait faire à nouveau apparaitre ces personnages : « J'ai toujours voulu retrouver ces personnages. Ils étaient un peu les super-héros des enfants qui sortaient du lot ». Il révèle par ailleurs que c'est Netflix qui lui a « commandé » un film dans le même style que sa franchise Spy Kids qui rencontre un succès sur la plateforme de streaming.

## Sortie et accueil
Les premières images du film sont dévoilées en novembre 2020. La sortie est alors annoncée pour le 1er janvier 2021. La diffusion est initialement fixée au 1er janvier 2021 avant d'être avancée au 25 décembre 2020.
Le film reçoit des critiques partagées. Sur l'agrégateur américain Rotten Tomatoes, il récolte 68% d'opinions favorables pour 22 critiques et une note moyenne de 5,80⁄10. Sur Metacritic, il obtient une note moyenne de 51⁄100 pour 8 critiques.
Le film est un succès selon Netflix, qui annonce en janvier 2021 que « 44 millions de familles » ont vu le film.

## Projet de suite
Robert Rodriguez annonce sur son compte Instagram que le succès du film sur Netflix permet d'envisager une suite.